# Kabosu
Bài viết này nói về một loại quả. Đối với một internet meme, xem Doge (meme)

Kabosu (danh pháp hai phần: Citrus sphaerocarpa), được cho là một giống cam lai giữa trái papeda (Citrus ichangensis) và cam đắng (Citrus × aurantium) (hoặc một giống quýt), là một loài đặc hữu của Nhật Bản.